# National Medal of Arts
National Medal of Arts (Narodowy Medal Sztuk) – amerykańskie odznaczenie państwowe ustanowione w 1984 przez Kongres Stanów Zjednoczonych i nadawane artystom i mecenasom sztuki.

## Historia
Pierwowzorem tego medalu było odznaczenie przyznane w 1983 przez prezydenta Ronalda Reagana artystom i mecenasom sztuki, wskazanym przez Prezydencką Komisję ds. Sztuki i Humanistyki (ang. President's Committee on the Arts and Humanities). Otrzymali je wówczas: Pinchas Zukerman, Frederica von Stade, Czesław Miłosz, Frank Stella, Philip Johnson, Luis Valdez, Texaco Philanthropic Foundation, James Michener, Altria Group, Cleveland Foundation, Elma Lewis i Dayton Hudson Foundation.
W 1984, decyzją Kongresu, odznaczeniem państwowym służącym do honorowania artystów i mecenasów sztuki stał się Narodowy Medal Sztuk. Jest najwyższym odznaczeniem amerykańskim nadawanym w imieniu narodu osobie lub grupie osób, które zasługują na specjalne wyróżnienie ze względu na ich wybitne dokonania w zakresie krzewienia, rozwoju i upowszechnienia sztuki w Stanach Zjednoczonych. Nominacji dokonuje niezależna agencja rządowa – National Endowment for the Arts – odznacza zaś prezydent kraju podczas corocznej uroczystości w Białym Domu.
Medal został zaprojektowany na zamówienie National Endowment for the Arts przez amerykańskiego rzeźbiarza, Roberta Grahama.